# فری جانسل
فری جانسل (انگلیسی: Feri Cansel؛ ۷ ژوئیه ۱۹۴۴ – ۲ سپتامبر ۱۹۸۳ (۳۹ ساله)) بازیگر اهل قبرس شمالی بود.
از فیلم‌ها یا برنامه‌های تلویزیونی که وی در آن نقش داشته‌است می‌توان به سرزمین دلاوران اشاره کرد.